# Centuri
Centuri település Franciaországban, Haute-Corse megyében. Lakosainak száma 179 fő (2022. január 1.). Centuri Ersa, Morsiglia és Rogliano községekkel határos.

## Népesség
A település népességének változása:
| Lakosok száma | 257  | 195  | 201  | 228  | 212  | 219  | 210  | 189  | 185  | 179  |
|               | 1968 | 1982 | 1990 | 2006 | 2013 | 2015 | 2017 | 2019 | 2020 | 2022 |